# Карнарвоншир
Карнарвоншир (валл. Sir Gaernarfon, англ. Caernarfonshire) — традиционное графство Уэльса, существовавшее в качестве административно-территориальной единицы в составе Англии в период с 1284 по 1888 год.
Карнарвоншир граничил с уэльскими графствами Мерионетшир на юге, Денбишир на востоке, и был отделен от острова Англси проливом Менай.
Графство было образовано Эдуардом I в 1284 году после победы над Лливелином Последним и включения его королевства, как и всех остальных земель Уэльса в состав Англии, в соответствии с Рудланским статутом. Территориальную основу новообразования составили завоеванные владения короля Гвинеда в кантревах Ллин, Арвон и Арлехвед, а также в коммоте Эйвионид — северной части кантрева Дунодинг.
Актом о местном управлении 1888 года графство было преобразовано в административное графство Карнарвоншир. Затем территориальное деление Уэльса было изменено Актом о местном управлении 1972 года, образовавшим двухуровневую административную систему, согласно которому земли Карнарвоншира вошли в состав графства Гвинед в качестве территориальных единиц второго уровня — районов Аберконуи, Арвон и Дуйвор.
С 1996 года и по настоящее время земли Карнарвоншира входят в состав унитарной административной области Гуинет.